# Laurent Kerremans
Laurent Jan Kerremans (Mechelen, 22 juli 1892 – Ukkel, 15 april 1973) was een Belgisch fagottist, muziekpedagoog, dirigent en componist.
Hij was zoon van houtdraaier Frans Antoon Kerremans en Constancia Van Leeuw.
De basis voor zijn muzikale loopbaan begon met fagotlessen aan het Koninklijk Conservatorium Brussel. Hij haalde hoge cijfers voor notenleer (1911), instrumentale lectuur en transpositie (1912) en een eerste prijs fagot (1912 bij Georges Boogaerts). Hij werd daarna docent aan de Stedelijke Muziek Academie en even later aan het Stedelijk Muziek Conservatorium Mechelen; hij zou er van 1919 tot 1957 werken. Hij combineerde dat met het docentschap aan het Conservatorium in Gent (vanaf 1923) en Brussel (van 1937 tot 1958). Vanaf 1949 was hij directeur van de Stedelijke Muziek Academie van Aalst.
Gedurende een flink aantal jaren was hij daarbij ook solofagottist van het Kursaalorkest in Oostende, de Koninklijk Muziekkapel van de Gidsen en de Société Philharmonique in Brussel. Hij ondernam binnen het "Quator des instruments à vent" concertreizen in Europa en Noord-Amerika. Hij stond tevens als dirigent voor harmonieorkest St. Cecilia in Mechelen, Koninklijke Fanfare Albert (Hever, van 1921 tot 1928) en Koninklijke Harmonie Al Groeiend Bloeiend in Aalst (1946-1956).
Van zijn hand kwamen de Eeuwfeestmars (voor harmonieorkest of fanfare, 1965) en de muziek bij de revue Oh! Oh! … die boeren uit 1918.
Laurents jongere broer Jan Juliaan Theresia (Julien Jan) Kerremans (Mechelen, 21 oktober 1898-St Joost ten Noode, 13 februari 1960) werd eveneens fagottist. Hij kreeg les van zijn broer en aan het Conservatorium Brussel. Hij werd docent aan het conservatorium van Mechelen en dat in Antwerpen en speelde bij de Koninklijke Vlaamse Opera en het orkest van de Dierentuin in Antwerpen.